# Волимо и негујемо нашу традицију
Волимо и негујемо нашу традицију је фестивал етно-стваралаштва који у Нишкој Бањи окупља удружења и културно-уметничка друштава из целеСрбије која негују старе српске народне обичаје и народно стваралаштво. Организатор етно фестивала је Удружење грађана „Срце“, а покровитељ Градска општина Нишка Бања.

## Опште информације
„Волимо и негујемо нашу традицију“ је фестивал етно-стваралаштва који у Нишкој Бањи сваке године окупња тридесетак удружења и културно-уметничких друштава из целе Србије која негују старе српске народне обичаје и народно стваралаштво.
У оквиру фестивала посетиоци могу да погледају изложбу ручних радова, наступе културно-уметничких друштава на импровизованој летњој позорници и приказ старих српских свадбених обичаја.

## Циљ фестивала
Манифестација која се одржава на простору централног бањског парка има за циљ да прикаже старе српске обичаје и народну традицију како би се она сачувала од заборава.